# بوهمین

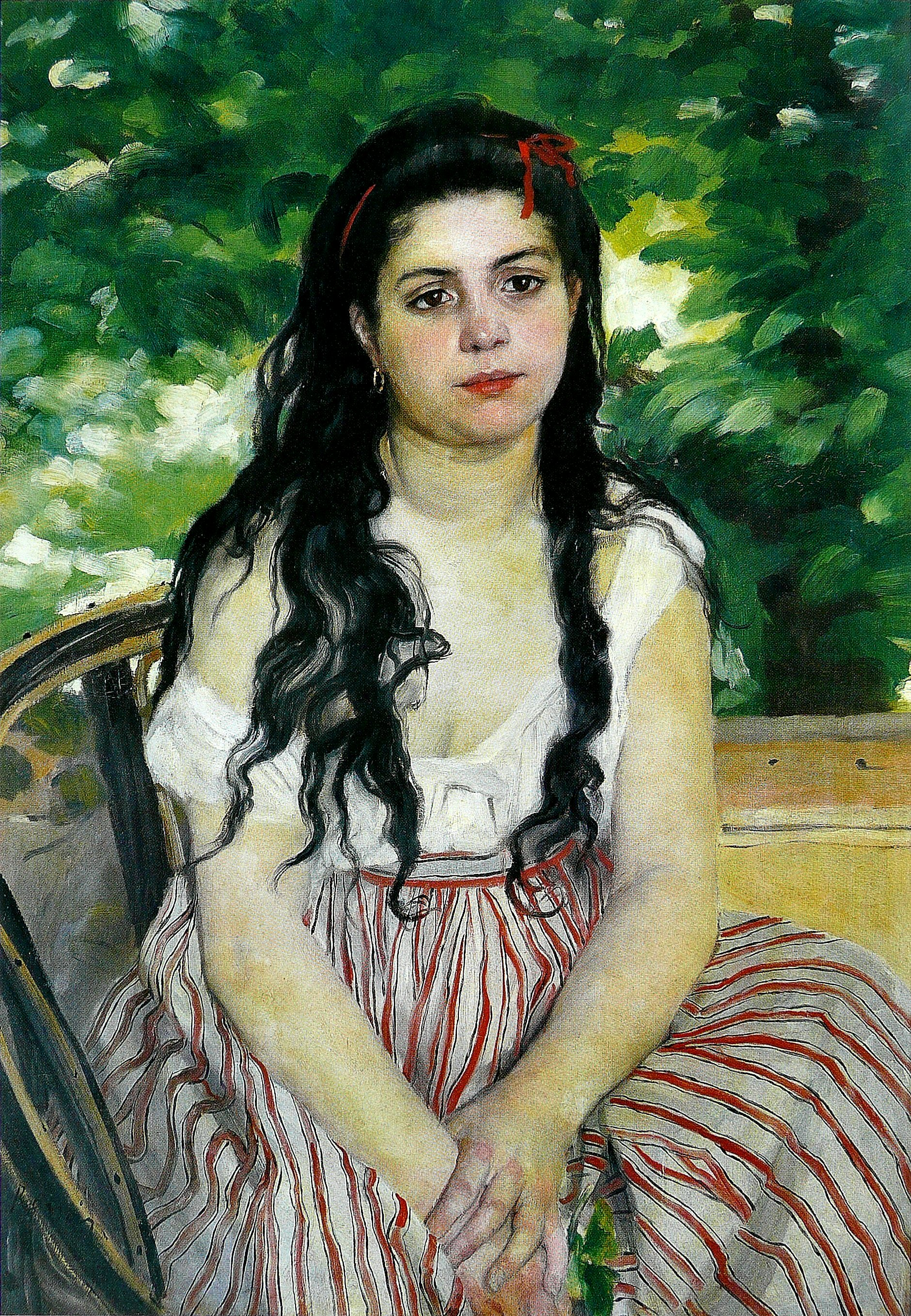
اگوست رنوار، در تابستان

بوهمی یا کولی‌وار (به انگلیسی: Bohemian) در اروپا به کسانی گفته می‌شود که با روشی غیرمتعارف همراه با مردمان هم مرامشان که اغلب به مسائلی از قبیل ادبیات، هنر و موسیقی علاقه‌مندند، زندگی می‌کنند. این شیوه زندگی دربرگیرنده کسانی است که بی خانمان و همواره در سفر، ماجراجو و ولگرد هستند. کولی وار در این معنا اولین بار در قرن ۱۹ در ادبیات انگلیسی، برای توصیف زندگی غیر متعارف هنرمندان، نویسندگان، موسیقی سازها و روزنامه‌نگاران فقیر و به حاشیه رانده شده در شهرهای بزرگ اروپایی ظاهر شد. کولی منش‌ها اغلب دیدگاه‌هایی بی پروا و ضد نهادهای موجود داشتند که از مظاهر آن می‌توان به عشق آزاد، صرفه جویی و ساده زیستی و گاهی فقر خودخواسته اشاره کرد. لغت بوهمی در اوایل قرن ۱۹ در فرانسه ظاهر شد، هنگامی که نویسندگان و هنرمندان شروع به گردآمدن در نواحی ارزان قیمت شهرها و محله‌های کولی‌ها کردند. بوهمی، لغتی معمول در فرانسه برای توصیف کولی‌ها بود که اغلب یا مستقیماً از بوهمیا آمده بودند یا مسیر آمدنشان از بوهمیا گذشته بود.